# Чаячий
Чаячий — посёлок в Шипуновском районе Алтайского края. Входит в состав Краснояровского сельсовета.

## География
Расположен в 14 км (по прямой) к юго-востоку от районного центра и железнодорожной станции Шипуново, близ Чаячьего озера, в верховье лога Тырин.

## Население
| 1997 | 1998 | 1999 | 2000 | 2001 | 2002 |
| ---- | ---- | ---- | ---- | ---- | ---- |
| 114  | ↗116 | ↗117 | ↗119 | ↘115 | ↘109 |
| 2003 | 2004 | 2005 | 2006 | 2007 | 2008 |
| ↘106 | ↘101 | ↘93  | ↘91  | ↗95  | →95  |
| 2009 | 2010 | 2011 | 2012 | 2013 |      |
| ↘82  | →82  | ↘80  | ↘75  | ↗81  |      |

Национальный состав
Согласно результатам переписи 2002 года, в национальной структуре населения русские составляли 93 %.